# Ritratto di donna (Biazzi)
Ritratto di donna è un dipinto di Mario Biazzi. Eseguito nel 1934, appartiene alle collezioni d'arte della Fondazione Cariplo.

## Descrizione
La donna ritratta è probabilmente Cleonice Pilotti, moglie del pittore. Si tratta di uno di quei ritratti che Biazzi era solito eseguire nell'ambiente domestico, e per spontaneità differisce dai più austeri lavori eseguiti su commissione.

## Storia
Il dipinto fu esposto nel 1937 alla II mostra del Sindacato regionale fascista per le belle arti; nell'occasione venne acquistato dalla Fondazione Cariplo.